# 좀비덤
《좀비덤》은 애니메이션 대한민국 및 미국에서 제작사 애니작에서 제작된 3D 애니메이션 TV 시리즈이며 2015년 10월 31일부터 2015년 11월 18일까지 KBS 1TV에서 특별편 방송 이후 2016년 4월 16일부터 2016년 7월 23일까지 1기가 방영했고 2018년 10월 20일부터 2019년 2월 9일까지 2기를 방영했다. 2019년 NETFLIX 글로벌 190개국, DISNEY ASIA 등의 방영을 시작으로 본격적인 글로벌 확산세에 돌입했으며, 유럽과 러시아, C.I.S 국가, 유럽, 북미, 중남미, 오세아니아 등 230개국에서 방영 중이다. Tubi, Roku 등 최신 OTT 플랫폼에서도 볼 수 있으며, 적극적인 마케팅으로 글로벌 채널 확장에 앞장서고 있다. 최근 신-한류 열풍이 다시 거세지면서 K-좀비의 원조로 부각되며 2022년 9월 27일에 방영이 확정된 3기를 준비하고 있다. 3기에는 1기, 2기를 관통하는 캐릭터들과 새롭게 등장하는 마녀 '윙키', '펌키니', '브루' 등과 벌이는 대립 구도, 그리고 결국 친구로 하나가 되는 '우정'의 대 서사시를 주제로 슬랩스틱, 액션, 코믹, 스릴러를 만끽할 수 있는 본격 '호러코믹 쇼'가 펼쳐진다. 2025년 4월 25일에 극장판 1기가 방영된 뒤 2025년 5월 10일에 4기가 방영 예정이다.

## 방송 일시
| 방송 채널 | 방송일                             | 방송 시간 |
| --------- | ---------------------------------- | --------- |
| KBS 1TV   | 2015년 10월 31일 ~ 11월 18일       | 종료      |
| KBS 1TV   | 2016년 4월 16일 ~ 7월 23일         | 종료      |
| KBS 1TV   | 2017년 10월 21일                   | 종료      |
| KBS 1TV   | 2018년 10월 20일 ~ 2019년 2월 9일  | 종료      |
| KBS 1TV   | 2022년 10월 27일 ~ 2023년 3월 23일 | 종료      |

## 등장 인물
- 하나(시즌 1~)
- 좀빌(시즌 1~)
- 좀걸(시즌 1~)
- 좀잭(시즌 1~)
- 좀팻(시즌 1~)
- 좀슨(시즌 1~)
- 좀콩(시즌 1~)
- 좀보(시즌 2~)
- 좀치(시즌 2~)
- 좀꼬(시즌 2~)
- 모모(시즌 2~)
- 윙키(시즌 3~)
- 펌키니(시즌 3 ~)
- 브르(시즌 3~)
- 수수(시즌 3 4화~)

## 극장판 등장인물
- 진흙괴물(진흙괴물을 잡아라의 최종 보스) (진흙괴물에게 잡힌 캐릭터: 좀치,좀보,좀꼬,윙키,펌키니,브르,수수,모모,스컬들,반려닭,마리오네트,미라,양치인형,원시인 등)뼈공룡이 물리친다.
- 진흙좀비(진흙괴물을 잡아라의 중간 보스)뼈공룡이 쓰러뜨린다.

## 목소리 출연
- 고성일: 좀슨
- 이명희: 하나,좀걸,모모(시즌 2~시즌 3,극장판 1)[3],미녀스컬
- 전태열: 좀빌[4]
- 홍범기: 좀잭
- 강시현: 좀팻
- 이인성: 좀콩[5]
- 신용우: 좀슨(삶은 좀비),좀치[6]
- 양정화: 좀꼬
- 정영웅: 좀보
- 엄상현: 좀콩(삶은 좀비),할아버지스컬
- 조현정: 윙키[7]
- 남도형: 펌키니[8]
- 송하림: 브르
- 김율: 좀걸(삶은 좀비),수수
- 정재헌: 좀잭(삶은 좀비),경찰스컬
- 최낙윤: 미라
- 김영찬: 피에로스컬
- 장민혁: 공사장스컬
- 이상범: 양치인형
- 이호산: 마리오네트
- 장은숙: 아기스컬
- 김승준: 산타할아버지
- 손수호: 뼈공룡[9]
- 안영미: 반려 닭
- 김영은: 호박 모자를 쓴 꼬마스컬
- 김채하: 얼굴에 붕대를 감은 꼬마스컬
- 심규혁: 좀빌(삶은 좀비),사진사스컬
- 장호비: 악당스컬
- 곽윤상: 원시인
- 전해리: 모모(시즌 4 이후)[10]
- 공석(없음): 미니(바비)

### 시즌1 추가 성우
- 이현
- 박성태
- 김서영
- 정선혜
- 정미숙
- 이장원
- 최한
- 위훈
- 시영준
- 류승곤
- 이우리†[11]
- 김신우
- 황창영
- 류점희

### 시즌 2 추가 성우
- 김장
- 전광주
- 우정신
- 박만영
- 안효민
- 신경선
- 정미라
- 홍소영
- 김환진
- 이선
- 이미자
- 함수정
- 김현지
- 구자형
- 김은아
- 이소영
- 이인석
- 박선영
- 이지현

### 시즌 3 추가 성우
- 윤동기
- 홍승효
- 소연
- 김준
- 김용준
- 사문영
- 윤미나
- 장광
- 윤아영
- 최하나
- 현경수
- 배정미
- 강수진
- 김다올
- 조경이
- 김현욱
- 강호철
- 이재현
- 김현심

### 시즌 4 추가 성우
- 유해무
- 김정호
- 이현진
- 전숙경

## 극장판 성우
- 김기흥: 진흙괴물
- 이재범,최정호,정혜옥,이주창,민응식,최석필,은영선,문남숙,이새벽 등: 진흙좀비

## 참여한 성우
1. 주연,중간보스,최종보스는 굵은 글씨 표시.
2. 정렬은 가나다순.
3. 사망한 성우는 †표시.
| 성우극회               | 참여한 소속 성우 |
| ---------------------- | --- |
| KBS 성우극회 (24)      | 강수진,곽윤상,구자형,김승준,김정호,김준,김환진,남도형,배정미,사문영,소연,위훈,유해무,윤동기,은영선,이선,이장원,장민혁,장호비,장광,전숙경,정미숙,최정호,최하나,함수정                             |
| MBC 성우극회 (12)      | 고성일,김서영,김용준,류승곤,문남숙,박선영,우정신,이인성,정재헌,조현정,최석필,최한 |
| EBS 성우극회 (9)       | 김은아,엄상현,이소영,장은숙,전태열,전해리,정미라,정영웅,홍소영 |
| CBS 성우극회 (1)       | 민응식 |
| 대교방송 성우극회 (2)  | 윤미나,전광주 |
| CJ ENM 성우극회 (28)   | 강호철,김기흥,김다올,김신우,김영은,김영찬,김율,김장,김채하,김현심,김현지,류점희,박만영,박성태,손수호,시영준,신용우,안영미,양정화,이새벽,이우리†,이주창,이호산,정선혜,정혜옥,현경수,홍범기,홍승효 |
| 대원방송 성우극회 (13) | 강시현,김현욱,송하림,심규혁,윤아영,이명희,이재범,이재현,이지현,이현,조경이,최낙윤,황창영 |
| 합계                   | 참여 성우합계는 89개 |

## 제작진
- 책임프로듀서 - 이경목, 김자현
- 프로듀서 - 목훈, 이순주, 이준용, 조현권
- 기획, 제작 - 이병준
- 원작 - 애니작
- 감독 - 이정우
- 각본 - 하성훈, 이학수, 김진아, 김은채(시나리오)
- 조연출 - 김희진, 차한결
- 스토리보드 - 프레임룸, 스컬프린스, 코핀
- 캐릭터배경디자인 - 공윤호 스컬프린스
- 애니메이션 제작 - 애니작
- 모뎀링, 맵핑슈퍼바이저 - 공윤호
- 리깅슈퍼바이저 - 조승현
- 레이아웃, 애니메이션슈퍼바이저 - 안병근
- 라이팅, 합성슈퍼바이저 - 정원희
- 작사.곡 - 고정열
- 음악포스트프로덕션 - 가디언
- 사운드디자인, 믹스, 녹음디렉터 - 김홍중
- ADR편집, 녹음 - 최형록
- 폴리, 효과 - 김현승, 최형록
- 사업총괄 - 허회진
- 프로덕트디자인 - 류진걸
- 경영관리 - 김미성, 이영은
- 제작협력 - 스컬프린스, 오운즈, 프레임룸, 코핀
- 제작투자 - 에쓰비인베스트먼트, 펀더풀
- 홈페이지 - 김하늘(KBS미디어)
- 자막디자인 - 황은서
- 종합편집 - 이수은
- 연출 - 목훈
- 기획 - KBS
- 제작 - 애니작
- 저작권 - 애니작 All rights reserved.

## 시즌1
| 회차       | 주제                | 방송 일자       |
| ---------- | ------------------- | --------------- |
| 1화        | 좀비덤의 탄생       | 2016년 4월 16일 |
| 1화        | 첫 만남             | 2016년 4월 16일 |
| 1화        | 식당 대청소         | 2016년 4월 16일 |
| 1화        | 핼러윈 패션쇼       | 2016년 4월 16일 |
| 2화        | 좀비들의 마라톤     | 2016년 4월 23일 |
| 2화        | 달나라 여행         | 2016년 4월 23일 |
| 2화        | 두더지 잡기         | 2016년 4월 23일 |
| 2화        | 좀콩, 얼쿨을 보여줘 | 2016년 4월 23일 |
| 3화        | 마술나무            | 2016년 4월 30일 |
| 3화        | 날아라 하니         | 2016년 4월 30일 |
| 3화        | 파이 대소동         | 2016년 4월 30일 |
| 3화        | 좀팻의 가출         | 2016년 4월 30일 |
| 4화        | 하나만 보여         | 2016년 5월 7일  |
| 4화        | 미니의 부활         | 2016년 5월 7일  |
| 4화        | 좀잭의 악몽         | 2016년 5월 7일  |
| 4화        | 삼각관계            | 2016년 5월 7일  |
| 5화        | 좀잭의 깜짝 선물    | 2016년 5월 14일 |
| 5화        | 여배우의 반지       | 2016년 5월 14일 |
| 5화        | 투우                | 2016년 5월 14일 |
| 5화        | 귀신의 집           | 2016년 5월 14일 |
| 6화        | 좀빌의 새 여자친구  | 2016년 5월 21일 |
| 6화        | 피칭머신 대소동     | 2016년 5월 21일 |
| 6화        | 좀콩킹콩            | 2016년 5월 21일 |
| 6화        | 하나의 오르골       | 2016년 5월 21일 |
| 7화        | 냄새 폭탄           | 2016년 5월 28일 |
| 7화        | 좀걸의 생일파티     | 2016년 5월 28일 |
| 7화        | 부두 인형           | 2016년 5월 28일 |
| 7화        | 스컬의 분노         | 2016년 5월 28일 |
| 8화        | 친구가 되고 싶어    | 2016년 6월 4일  |
| 8화        | 좀걸의 다이어트     | 2016년 6월 4일  |
| 8화        | 좀비 트리           | 2016년 6월 4일  |
| 8화        | 작은 친구           | 2016년 6월 4일  |
| 9화        | 좀비 레이싱         | 2016년 6월 11일 |
| 9화        | 전염병은 무서워     | 2016년 6월 11일 |
| 9화        | 땅굴파기            | 2016년 6월 11일 |
| 9화        | 얼음왕국            | 2016년 6월 11일 |
| 10화       | 완벽한 좀비         | 2016년 6월 18일 |
| 10화       | 좀비 훈련소         | 2016년 6월 18일 |
| 10화       | 마녀 좀걸           | 2016년 6월 18일 |
| 10화       | 괴도 하나           | 2016년 6월 18일 |
| 11화       | 거대 좀비           | 2016년 6월 25일 |
| 11화       | 사랑의 자석         | 2016년 6월 25일 |
| 11화       | 좀슨의 마술쇼       | 2016년 6월 25일 |
| 11화       | 나무 위의 친구      | 2016년 6월 25일 |
| 12화       | 좀비 낚시           | 2016년 7월 2일  |
| 12화       | 너만을 위해서       | 2016년 7월 2일  |
| 12화       | 비를 내려 주세요    | 2016년 7월 2일  |
| 13화       | 거미의 습격         | 2016년 7월 9일  |
| 13화       | 좀비 병원           | 2016년 7월 9일  |
| 13화       | 괴물 식물           | 2016년 7월 9일  |
| 13화       | 하나의 생일파티     | 2016년 7월 9일  |
| 14화       | 스컬단의 습격       | 2016년 7월 16일 |
| 14화       | 하나를 돌려줘       | 2016년 7월 16일 |
| 14화       | 돌아온 좀비덤       | 2016년 7월 16일 |
| 14화       | 좀팻의 활약         | 2016년 7월 16일 |
| 최종화(15) | 운명의 축구         | 2016년 7월 23일 |
| 최종화(15) | 미이라의 습격       | 2016년 7월 23일 |
| 최종화(15) | 끈질긴 스컬단       | 2016년 7월 23일 |
| 최종화(15) | 우리들은 친구       | 2016년 7월 23일 |

2025년 5월 5일에 넷플릭스에 시청 예정이다.

## 시즌2
| 회차       | 주제                     | 방송 일자        |
| ---------- | ------------------------ | ---------------- |
| 1화        | 권투                     | 2017년 10월 21일 |
| 1화        | 향수                     | 2017년 10월 21일 |
| 1화        | 심장이 없어              | 2017년 10월 21일 |
| 2화        | 가짜야, 진짜야?          | 2018년 10월 20일 |
| 2화        | 코가 필요해              | 2018년 10월 20일 |
| 2화        | 사라진 하트              | 2018년 10월 20일 |
| 3화        | 콩닥콩닥 안경            | 2018년 10월 27일 |
| 3화        | 좀빌과 반려 닭           | 2018년 10월 27일 |
| 3화        | 원시인이 나타났다!       | 2018년 10월 27일 |
| 4화        | 꿀밤 승부                | 2018년 11월 3일  |
| 4화        | 내 사랑 다이아몬드       | 2018년 11월 3일  |
| 4화        | 배탈을 부르는 아이스크림 | 2018년 11월 3일  |
| 5화        | 좀걸 VS 좀걸             | 2017년 11월 10일 |
| 5화        | 부릉부릉 오토바이        | 2017년 11월 10일 |
| 5화        | 사이보그 그녀            | 2017년 11월 10일 |
| 6화        | 좀콩의 초보운전          | 2018년 11월 17일 |
| 6화        | 잃어버린 단추            | 2018년 11월 17일 |
| 6화        | 좀걸을 지켜라!           | 2018년 11월 17일 |
| 7화        | 팝콘이 태어나다          | 2018년 11월 24일 |
| 7화        | 내 사랑 좀빌             | 2018년 11월 24일 |
| 7화        | 모모, 괴물이 되다        | 2018년 11월 24일 |
| 8화        | 하수구 탈출 작전         | 2018년 12월 1일  |
| 8화        | 내 마음을 받아줘         | 2018년 12월 1일  |
| 8화        | 좀걸의 악몽              | 2018년 12월 1일  |
| 9화        | 우리 좋아해도 될까요?    | 2018년 12월 8일  |
| 9화        | 공포의 인형              | 2018년 12월 8일  |
| 9화        | 소원을 말해봐            | 2018년 12월 8일  |
| 10화       | 좀꼬를 위하여            | 2018년 12월 15일 |
| 10화       | 슈퍼빌의 탄생            | 2018년 12월 15일 |
| 10화       | 슈퍼빌 VS 모모           | 2018년 12월 15일 |
| 11화       | 외계소녀 하나            | 2018년 12월 22일 |
| 11화       | 신비한 의자              | 2018년 12월 22일 |
| 11화       | 아기스컬 구출 작전       | 2018년 12월 22일 |
| 11화       | 우리는 하나              | 2018년 12월 22일 |
| 12화       | 뜻밖의 손님              | 2018년 12월 29일 |
| 12화       | 인형뽑기                 | 2018년 12월 29일 |
| 12화       | 좀빌, 결혼하다           | 2018년 12월 29일 |
| 13화       | 핼러윈 사탕              | 2019년 1월 5일   |
| 13화       | 내 반지를 낳아줘         | 2019년 1월 5일   |
| 13화       | 무림고수                 | 2019년 1월 5일   |
| 14화       | 택배                     | 2019년 11월 12일 |
| 14화       | 투명망토                 | 2019년 11월 12일 |
| 14화       | 수염                     | 2019년 11월 12일 |
| 15화       | 좀빌의 기사              | 2019년 1월 19일  |
| 15화       | 정전 대소동              | 2019년 1월 19일  |
| 15화       | 솜사탕을 조심해          | 2019년 1월 19일  |
| 16화       | 침                       | 2019년 2월 2일   |
| 16화       | 소방관                   | 2019년 2월 2일   |
| 16화       | 빨간 구두                | 2019년 2월 2일   |
| 최종화(17) | 짤랑짤랑 자판기          | 2019년 2월 9일   |
| 최종화(17) | 토스터기                 | 2019년 2월 9일   |
| 최종화(17) | 황금기타를 찾아서        | 2019년 2월 9일   |

2025년 5월 5일에 넷플릭스에 시청 예정이다.

## 시즌3
| 회차       | 주제               | 방송 일자        |
| ---------- | ------------------ | ---------------- |
| 1화        | 하나의 심장        | 2022년 10월 27일 |
| 1화        | 보물지도           | 2022년 10월 27일 |
| 1화        | 핼러윈 쿠키        | 2022년 10월 27일 |
| 2화        | 리모컨             | 2022년 11월 17일 |
| 2화        | 양치인형           | 2022년 11월 17일 |
| 2화        | 유령의 집 문지기   | 2022년 11월 17일 |
| 3화        | 마이크             | 2022년 11월 24일 |
| 3화        | 위저보드           | 2022년 11월 24일 |
| 3화        | 좀콩은 주인공      | 2022년 11월 24일 |
| 4화        | 가발               | 2022년 12월 8일  |
| 4화        | 한밤중의 놀이동산  | 2022년 12월 8일  |
| 4화        | 새로운 친구        | 2022년 12월 8일  |
| 5화        | 공룡이 나타났다!   | 2022년 12월 22일 |
| 5화        | 바이러스           | 2022년 12월 22일 |
| 5화        | 하나의 장례식      | 2022년 12월 22일 |
| 6화        | 아이스크림         | 2022년 12월 30일 |
| 6화        | 아기 좀빌          | 2022년 12월 30일 |
| 6화        | 붉은장롱           | 2022년 12월 30일 |
| 7화        | 신비한 동화책      | 2023년 1월 5일   |
| 7화        | 분장               | 2023년 1월 5일   |
| 7화        | 청진기             | 2023년 1월 5일   |
| 8화        | 좀콩은 요리사      | 2023년 1월 19일  |
| 8화        | 용감한 모모        | 2023년 1월 19일  |
| 8화        | 핸드폰 도난사건    | 2023년 1월 19일  |
| 9화        | 영혼 체인지        | 2023년 1월 26일  |
| 9화        | 시간을 멈추는 시계 | 2023년 1월 26일  |
| 9화        | 마법의 문          | 2023년 1월 26일  |
| 10화       | 첫 데이트          | 2023년 2월 2일   |
| 10화       | 좀비덤 떡볶이      | 2023년 2월 2일   |
| 10화       | 크리스마스 선물    | 2023년 2월 2일   |
| 11화       | 택배 찾기          | 2023년 2월 9일   |
| 11화       | 좀걸이 위험해      | 2023년 2월 9일   |
| 11화       | 외계인 소동        | 2023년 2월 9일   |
| 12화       | 자동차의 질투      | 2023년 2월 16일  |
| 12화       | 윙키와 하나        | 2023년 2월 16일  |
| 12화       | 거울아 거울아      | 2023년 2월 16일  |
| 13화       | 층간소음           | 2023년 2월 23일  |
| 13화       | 좀잭의 질투        | 2023년 2월 23일  |
| 13화       | 공포의 핸드폰      | 2023년 2월 23일  |
| 14화       | 교정               | 2023년 3월 2일   |
| 14화       | 투명 썬크림        | 2023년 3월 2일   |
| 14화       | 변신 마스크팩      | 2023년 3월 2일   |
| 15화       | 공중 화장실        | 2023년 3월 9일   |
| 15화       | 둘만의 엘리베이터  | 2023년 3월 9일   |
| 15화       | 마술쇼             | 2023년 3월 9일   |
| 16화       | 좀비레인저스       | 2023년 3월 16일  |
| 16화       | 뱀파이어 소동      | 2023년 3월 16일  |
| 최종화(17) | 퍼레이드           | 2023년 3월 23일  |
| 최종화(17) | 사진찍는 날        | 2023년 3월 23일  |
| 최종화(17) | 마리오네트         | 2023년 3월 23일  |

2025년 5월 5일에 넷플릭스 시청 예정이다.

## 시즌4
- 2년만에 좀비덤 4기가 방영 예정이다. 여담으로 모모 성우가 전해리 성우로 바뀌었다. 2025년 5월 5일에 넷플릭스에 시청 예정이다.

## 시즌5
- 시즌4가 끝나면 시즌5가 1월만에 방영 예정이다. 넷플릭스에도 있다.

## 극장판
극장판에서는 좀비덤 캐릭터들이 제대로 말하다. 2025년 4월 25일에 개봉 예정이다. 넷플릭스 에도 있다. 2025년 5월 5일에 넷플릭스에 시청 예정이다.
| 시즌 | 제목              | 시간    | 발표 날짜      | 날짜   |
| 1    | 진흙괴물을 잡아라 | 1시 6분 | 2025년 7월 5일 | 2025년 |

## 완구 제품
- 피규어 하나
- 피규어 좀빌
- 피규어 좀걸
- 피규어 좀잭
- 피규어 좀팻
- 피규어 좀콩
- 피규어 좀슨
- 피규어 좀치
- 피규어 좀보
- 피규어 좀꼬
- 피규어 모모
- 피규어 스컬들
- 피규어 윙키
- 피규어 펌키니
- 피규어 브르
- 피규어 수수
- 피규어 반려닭
- 피규어 미라
- 피규어 양치인형
- 피규어 마리오네트
- 피규어 뼈공룡
- 피규어 원시인
- 엄청 재미있는 할로윈 레고세트

## 결방 및 편성안내
- 2022년 12월 29일: 중계방송 이태원 참사 국정조사특위 2차 기관보고의 관계로 인해 12월 30일로 변경되었다.
- 2023년 1월 12일: 중계방송 이태원 참사 국정조사 공청회의 관계로 인해 결방되었다.

### 성우 이야기
- 좀콩의 인형 미니(바비)는 공석(없음).